# شقران سوري
شقران سوري (الاسم العلمي: Puccinia syriaca) هو نوع من الفطريات يتبع جنس الشقران من الفصيلة الشقرانية.